# Coelogyne obtusifolia
Coelogyne obtusifolia är en orkidéart som beskrevs av Cedric Errol Carr.
Coelogyne obtusifolia ingår i släktet Coelogyne och familjen orkidéer. Inga underarter finns listade i Catalogue of Life.